# Oleogustus
 (décembre 2024).
Si vous disposez d'ouvrages ou d'articles de référence ou si vous connaissez des sites web de qualité traitant du thème abordé ici, merci de compléter l'article en donnant les références utiles à sa vérifiabilité et en les liant à la section « Notes et références ».
 (décembre 2024).
La mise en forme du texte ne suit pas les recommandations de Wikipédia : il faut le « wikifier ».
Les points d'amélioration suivants sont les cas les plus fréquents. Le détail des points à revoir est peut-être précisé sur la page de discussion.
- Les titres sont pré-formatés par le logiciel. Ils ne sont ni en capitales, ni en gras.
- Le texte ne doit pas être écrit en capitales (les noms de famille non plus), ni en gras, ni en italique, ni en « petit »…
- Le gras n'est utilisé que pour surligner le titre de l'article dans l'introduction, une seule fois.
- L'italique est rarement utilisé : mots en langue étrangère, titres d'œuvres, noms de bateaux, etc.
- Les citations ne sont pas en italique mais en corps de texte normal. Elles sont entourées par des guillemets français : « et ».
- Les listes à puces sont à éviter, des paragraphes rédigés étant largement préférés. Les tableaux sont à réserver à la présentation de données structurées (résultats, etc.).
- Les appels de note de bas de page (petits chiffres en exposant, introduits par l'outil «  Source ») sont à placer entre la fin de phrase et le point final[comme ça].
- Les liens internes (vers d'autres articles de Wikipédia) sont à choisir avec parcimonie. Créez des liens vers des articles approfondissant le sujet. Les termes génériques sans rapport avec le sujet sont à éviter, ainsi que les répétitions de liens vers un même terme.
- Les liens externes sont à placer uniquement dans une section « Liens externes », à la fin de l'article. Ces liens sont à choisir avec parcimonie suivant les règles définies. Si un lien sert de source à l'article, son insertion dans le texte est à faire par les notes de bas de page.
- La présentation des références doit suivre les conventions bibliographiques. Il est recommandé d'utiliser les modèles {{Ouvrage}}, {{Chapitre}}, {{Article}}, {{Lien web}} et/ou {{Bibliographie}}. Le mode d'édition visuel peut mettre en forme automatiquement les références.
- Insérer une infobox (cadre d'informations à droite) n'est pas obligatoire pour parachever la mise en page.

Pour une aide détaillée, merci de consulter Aide:Wikification.
Si vous pensez que ces points ont été résolus, vous pouvez retirer ce bandeau et améliorer la mise en forme d'un autre article.
L'oléogustus est considéré comme l'un des goûts fondamentaux, distinct des cinq goûts primaires bien connus : sucré, salé, acide, amer et umami. Découvert relativement récemment, ce terme désigne la perception du goût des acides gras libres, souvent décrits comme ayant une saveur grasse et amère. Cette découverte enrichit notre compréhension de la complexité de la perception gustative humaine et du rôle des graisses dans l'alimentation.

## Origine du terme
Le mot oléogustus provient du latin :
- Oleum signifiant « huile » ou « graisse »,
- Gustus signifiant « goût ».

Le terme a été introduit en 2015 par des chercheurs en sciences alimentaires pour désigner la spécificité du goût des acides gras libres, une composante distincte des graisses alimentaires.

## Découverte et recherche

### Contexte scientifique
Traditionnellement, les graisses dans l'alimentation humaine étaient perçues davantage par leur texture (crémosité ou onctuosité) que par leur saveur. Cependant, des études ont montré que certains composants des graisses, en particulier les acides gras libres, stimulent les récepteurs gustatifs de manière unique.
En 2015, une équipe de chercheurs dirigée par Richard D. Mattes, professeur à l'Université Purdue (Indiana, États-Unis), a mené une étude démontrant que les acides gras libres activent des récepteurs spécifiques de la langue, signalant un goût distinct. Leur travail a permis de formaliser l'oléogustus comme une catégorie à part entière.

## Caractéristiques de l'oléogustus
L'oléogustus est souvent décrit comme un goût désagréable ou âpre lorsqu'il est isolé ou si la concentration des acides gras dans l'aliment consommé est grande. Ce goût se distingue par :
- une amertume prononcée ;
- une sensation grasse persistante ;
- une légère astringence.

En revanche, lorsqu'il est intégré à des aliments complexes, l'oléogustus peut enrichir les saveurs globales et être perçu comme agréable.

### Substances associées
L'oléogustus est principalement associé aux acides gras libres, tels que :
- l'acide oléique (présent dans l'huile d'olive) ;
- l'acide linoléique (trouvé dans certaines huiles végétales) ;
- l'acide butyrique (caractéristique du beurre rance).

Ces composés se forment lors de la dégradation des graisses sous l'action d'enzymes ou de microbes.

## Rôle dans l'alimentation

### Avantages évolutifs
L'oléogustus pourrait avoir joué un rôle dans l'évolution humaine :
- Détection des graisses rances : Les acides gras libres sont souvent associés à des aliments en décomposition, ce qui aurait aidé nos ancêtres à éviter des sources de nourriture potentiellement dangereuses.
- Reconnaissance des sources énergétiques : Les graisses sont une source calorique importante, et leur détection aurait contribué à la survie.

### Applications culinaires
Dans la gastronomie moderne, bien que l'oléogustus soit rarement évoqué explicitement, les chefs et scientifiques culinaires l'exploitent pour équilibrer les saveurs dans les plats. Par exemple, les produits fermentés ou vieillis (comme certains fromages) contiennent des acides gras libres qui contribuent à leur complexité gustative.

## Récepteurs gustatifs
Les récepteurs gustatifs responsables de l'oléogustus ne sont pas encore totalement identifiés, mais des recherches suggèrent que plusieurs types de récepteurs participent à cette perception. Ces récepteurs se trouvent principalement sur la langue, mais aussi dans le système digestif, renforçant l'idée d'une interaction complexe entre goût et digestion.

## Controverse et acceptation
Malgré les preuves solides de l'existence de l'oléogustus, certains chercheurs contestent encore son statut de « goût fondamental ». Ils soutiennent que la perception des graisses est davantage liée à des facteurs olfactifs et texturaux qu'à des récepteurs gustatifs spécifiques.

## Perspectives futures
La reconnaissance de l'oléogustus ouvre des perspectives dans plusieurs domaines :
- Nutrition : Comprendre le rôle des graisses dans les préférences alimentaires pourrait aider à concevoir des régimes plus sains.
- Industrie agroalimentaire : Les chercheurs travaillent sur des substituts gras qui imitent les sensations procurées par les acides gras libres.
- Médecine : La recherche sur l'oléogustus pourrait contribuer à mieux comprendre l'obésité[2] et les comportements alimentaires.